# Khalid Fouhami
Khalid Fouhami (Casablanca, 25 december 1972) is een Marokkaans voormalig profvoetballer die als doelman speelde. Hij zette in 2010 een punt achter zijn carrière. Fouhami speelde tussen 1999 en 2008 drieëndertig interlands voor het Marokkaans voetbalelftal.

## Jeugdclubs
- 1985-1990:  Wydad Casablanca

## Profcarrière
- 1990-1994:  Wydad Casablanca
- 1994-1996:  Ittihad de Tanger
- 1996-1998:  Maghreb Fez
- 1998-2000:  Dinamo Boekarest  28 (1)
- 2000-2001:  KSK Beveren  29  (0)
- 2001-2003:  Standard Luik  15 (0)
- 2003-2004:  Académica Coimbra  6 (0)
- 2004:  Alania Vladikavkaz  4 (0)
- 2004-2005:  CS Visé  11 (0)
- 2005-2006:  Portimonense SC  31 (0)
- 2006-2008:  Raja Casablanca  49 (0)
- 2008-2010 :  FUS de Rabat

## International
Fouhami kwam tussen 1999 en 2008 33 keer uit voor de Marokkaanse nationale ploeg, waarmee hij in 2004 en 2008 deelnam aan de Africa Cup.